# Trollsländan
Trollsländan är en svensk film från 1920 i regi av Pauline Brunius.

## Om filmen
Filmen premiärvisades 4 oktober 1920 biograf Röda Kvarn i Stockholm. Filmen spelades in vid Skandiaateljén på Långängen i Stockholm av Carl Gustaf Florin. 

## Rollista (i urval)
- Olof Winnerstrand – herr Vinner
- Frida Winnerstrand – fru Vinner
- Palle Brunius – Putte
- Eyvor Lindberg – Lillan
- Erik Zetterström – Puttes lekkamrat